# Legends of Golf
De Legends of Golf is een voormalig golftoernooi in de Verenigde Staten, dat deel uitmaakte van de Champions Tour. 

## Geschiedenis
De eerste editie van dit toernooi was in 1978 waarbij in teams van 2 golfers ouder dan 50 jaar werd gespeeld, de zogenaamde 'legends division'. Het was zo'n groot succes dat dit aanleiding gaf om de Seniors PGA Tour (nu Champions Tour) in 1980 op de richten. In 1987 werd er een 'legendary division' aan het speelschema toegevoegd: een wedstrijd voor golfers ouder dan 60 jaar over 36 holes. Vanaf 1994 werd werd er bijkomend ook gespeeld in de 'Demaret Division' voor golfers ouder dan 70 jaar. Vanaf 2002 maakte de Legends Division deel uit van de Champions Tour. 
Van 2014 tot 2019 werd er gespeeld op Big Cedar Lodge in Ridgedale in Missouri. Vanaf dat moment werd er ook gespeeld in 2 divisies: de 'Champions division' voor golfers van 50 tot 65 jaar en de 'Legends Division' voor golfers ouder dan 65 jaar.

## Golfbanen
| Jaren     | Golfbaan                         | Stad                   |
| --------- | -------------------------------- | ---------------------- |
| 1978–1989 | Onion Creek Country Club         | Austin, Texas          |
| 1990–1994 | Barton Creek Conference Center   | Austin, Texas          |
| 1995–1997 | PGA West (Stadium Course)        | La Quinta, Californië  |
| 1998      | Summer Beach Golf Resort         | Amelia Island, Florida |
| 1999–2002 | World Golf Village (King & Bear) | St. Augustine, Florida |
| 2003–2013 | The Club at Savannah Harbor      | Savannah, Georgia      |
| 2014-2019 | Big Cedar Lodge                  | Ridgedale, Missouri    |

## Winnaars
| Jaar | Legends Division                        | Legendary Division                      | Demaret Division                        |
| ---- | --------------------------------------- | --------------------------------------- | --------------------------------------- |
| 1978 | Gardner Dickinson & Sam Snead           |                                         |                                         |
| 1979 | Julius Boros & Roberto DeVicenzo        |                                         |                                         |
| 1980 | Tommy Bolt & Art Wall                   |                                         |                                         |
| 1981 | Gene Littler & Bob Rosburg              |                                         |                                         |
| 1982 | Don January & Sam Snead                 |                                         |                                         |
| 1983 | Roberto DeVicenzo & Rod Funseth         |                                         |                                         |
| 1984 | Gay Brewer & Billy Casper               |                                         |                                         |
| 1985 | Don January & Gene Littler              |                                         |                                         |
| 1986 | Don January & Gene Littler              |                                         |                                         |
| 1987 | Bruce Crampton & Orville Moody          | Jerry Barber & Doug Ford                |                                         |
| 1988 | Bruce Crampton & Orville Moody          | Roberto DeVicenzo & Charlie Sifford     |                                         |
| 1989 | Al Geiberger & Harold Henning           | Roberto DeVicenzo & Charlie Sifford     |                                         |
| 1990 | Charles Coody & Dale Douglass           | Mike Fetchick & Bob Toski               |                                         |
| 1991 | Mike Hill & Lee Trevino                 | Roberto DeVicenzo & Charlie Sifford     |                                         |
| 1992 | Mike Hill & Lee Trevino                 | Mike Fetchick & Bob Toski               |                                         |
| 1993 | Harold Henning                          | Don January                             | Jerry Barber                            |
| 1994 | Charles Coody & Dale Douglass           | Don January & Gene Littler              | Al Balding & Jay Hebert                 |
| 1995 | Mike Hill & Lee Trevino                 | Orville Moody & Jimmy Powell            | Tommy Bolt & Jack Fleck                 |
| 1996 | Mike Hill & Lee Trevino                 | Orville Moody & Jimmy Powell            | Doug Ford & Art Wall                    |
| 1997 | John Bland & Graham Marsh               | Don January & Gene Littler              | George Bayer & Jim Ferree               |
| 1998 | Charles Coody & Dale Douglass           | Charles Coody & Dale Douglass           | Joe Jimenez & Charlie Sifford           |
| 1999 | Hubert Green & Gil Morgan               | Orville Moody & Jimmy Powell            | Joe Jimenez & Charlie Sifford           |
| 2000 | Jim Colbert & Andy North                | Mike Hill & Lee Trevino                 | Joe Jimenez & Charlie Sifford           |
| 2001 | Jim Colbert & Andy North                | Jim Albus & Simon Hobday                | Don January & Gene Littler              |
| Jaar | Legends Division                        | Raphael Division                        | Demaret Division                        |
| 2002 | Doug Tewell                             | Bruce Lietzke & Bill Rogers             | Miller Barber & Jim Ferree              |
| 2003 | Bruce Lietzke                           | Gary Koch & Roger Maltbie               | Miller Barber & Jim Ferree              |
| 2004 | Hale Irwin                              | Bob Charles & Stewart Ginn              | Don January & Gene Littler              |
| 2005 | Des Smyth                               | Andy North & Tom Watson                 | Orville Moody & Jimmy Powell            |
| 2006 | Jay Haas                                | Andy North & Tom Watson                 | Orville Moody & Jimmy Powell            |
| 2007 | Jay Haas                                | Andy North & Tom Watson                 | Butch Baird & Bobby Nichols             |
| 2008 | Andy North & Tom Watson                 | Gary Koch & Roger Maltbie               | Al Geiberger & Jimmy Powell             |
| 2009 | Bernhard Langer & Tom Lehman            | Gary Koch & Roger Maltbie               | Gary Player & Bob Charles               |
| 2010 | Mark O'Meara & Nick Price               | John Bland & Graham Marsh               | Gary Player & Bob Charles               |
| 2011 | Mark McNulty & David Eger               | Mark James & Des Smyth                  | Gibby Gilbert & J. C. Snead             |
| 2012 | Michael Allen & David Frost             | Mark James & Des Smyth                  | Gibby Gilbert & J. C. Snead             |
| 2013 | Brad Faxon & Jeff Sluman                | Ian Baker-Finch & Bart Bryant           | Jim Colbert & Bob Murphy                |
| Jaar | Champions Division                      | Legends Division                        | Legends Division                        |
| 2014 | Fred Funk & Jeff Sluman                 | Jim Colbert & Jim Thorpe                | Jim Colbert & Jim Thorpe                |
| 2015 | Billy Andrade & Joe Durant              | Bruce Fleisher & Larry Nelson           | Bruce Fleisher & Larry Nelson           |
| 2016 | Michael Allen & Woody Austin            | Bruce Fleisher & Larry Nelson           | Bruce Fleisher & Larry Nelson           |
| 2017 | Carlos Franco & Vijay Singh             | Allen Doyle & Hubert Green              | Allen Doyle & Hubert Green              |
| 2018 | Paul Broadhurst & Kirk Triplett         |                                         |                                         |
| 2019 | Scott Hoch & Tom Pernice Jr.            |                                         |                                         |
| 2020 | Geen toernooi vanwege de coronapandemie | Geen toernooi vanwege de coronapandemie | Geen toernooi vanwege de coronapandemie |